# El Pujolar (les Masies de Roda)
El Pujolar és un monument del municipi de les Masies de Roda (Osona) protegit com a bé cultural d'interès local.

## Descripció
La masia del Pujolar està situada al límit del municipi, tocant a Manlleu. Es tracta d'una gran masia amb la planta en forma de "L", amb coberta a dues vessants i el carener perpendicular a la façana. L'edifici és de planta baixa i planta pis. A la part frontal s'hi adossa un cos de planta rectangular amb la coberta a quatre vessants utilitzat com a garatge i magatzem, que juntament amb el cos principal formen un petit pati a l'entrada de l'habitatge. El portal d'entrada és rectangular amb els brancals i la llinda de pedra. A la planta pis de la façana principal hi ha quatre obertures amb arc escarser i un balcó de fusta. La coberta és de bigues de fusta i teula àrab. L'acabat de la façana és arrebossat i pintat. El conjunt el formen també unes edificacions que serveixen per a l'activitat ramadera i magatzem, construïdes d'obra i coberta de fibrociment. Es conserva una llinda amb la data 1784.
És un mas important i ben situat que té el seu origen en època medieval. A finals del segle xviii el Pujolar sofrí les seves primeres obres de reforma i ampliació. Durant el segle xx va ser una de les primeres explotacions agràries, tenia masoveria per tal de poder treballar les terres.